# Río Peulla
Río Peulla är ett vattendrag i Chile.   Det ligger i regionen Región de Los Lagos, i den södra delen av landet, 900 km söder om huvudstaden Santiago de Chile.
I omgivningen kring Río Peulla växer i huvudsak blandskog. Området är  glesbefolkat, med 12 invånare per kvadratkilometer.